# Битуня
Битуня (серб. Битуња / Bitunja) — село в общине Берковичи Республики Сербской Боснии и Герцеговины. Население составляет 59 человек по переписи 2013 года.